# توماس هارديمان (لاعب كرة يد)
توماس هارديمان (بالإنجليزية: Thomas Hardiman)‏ هو  لاعب كرة يد أمريكي، ولد في 2 أغسطس 1947.

## وصلات خارجية
- توماس هارديمان (لاعب كرة يد) على موقع كلية كرة السلة في سبورتس رفرنس.كوم (الإنجليزية)
- توماس هارديمان (لاعب كرة يد) على موقع أوليمبيديا (الإنجليزية)